# رژیم (مینی‌سریال)
رژیم (انگلیسی: The Regime) مینی‌سریال طنز سیاسی از اچ‌بی‌او با بازی کیت وینسلت، مارتا پلیمپتن، آندره‌آ ریسبرو، ماتیاس خونارتس و هیو گرانت است. ویل تریسی نویسنده، تهیه‌کنندهٔ اجرایی و شورانر این مجموعه است، و استیون فریرز و جسیکا هابز کارگردانی آن را به عهده دارند. وینسلت نقش دیکتاتور یک کشور تخیلی در اروپای مرکزی را ایفا می‌کند که در آستانهٔ سقوط قرار دارد.
پخش این مجموعه از ۳ مارس ۲۰۲۴ آغاز شد. اگرچه این مینی‌سریال نقدهای ضد و نقیضی دریافت کرد، اما نقش‌آفرینی وینسلت با ستایش منتقدان روبه‌رو شد.

## بازخورد
در راتن تومیتوز، این مجموعه بر پایهٔ نظر ۶۶ منتقد، میانگین رتبهٔ ۵۸٪ و نمرهٔ ۷٫۲/۱۰ را دریافت کرد. اجماع منتقدان این وبگاه می‌گوید: «کیت وینسلت با اجرای مسلط دیگری در عالی‌ترین مقام حکمرانی می‌کند، در حالی که تسلط رژیم بر لحن بسیار طنزآمیزش متزلزل است.» در متاکریتیک، این مجموعه بر اساس نظر ۳۵ منتقد دارای میانگین نمرهٔ ۵۶ از ۱۰۰ است که نشان‌دهنده «نقدهای مختلط یا معمولی» است.